# ووكر بيرسي
ووكر بيرسي (بالإنجليزية: Walker Percy) (28 مايو 1916- 10 مايو 1990) أوبلات في نظام القديس بنديكت، وهو كاتب أمريكي شملت اهتماماته الفلسفة وعلم العلامات. عُرف بيرسي برواياته الفلسفية التي تدور أحداثها في نيو أورليانز وما حولها، أولى رواياته، مرتاد الأفلام، التي فازت بجائزة الكتاب الوطني الأمريكي للخيال.
تدرب بصفته طبيبًا في جامعة كولومبيا، قرر بيرسي أن يصبح كاتبًا بدلاً من ذلك بعد نوبة سل. كرس حياته الأدبية لاستكشاف «اضطراب الإنسان في العصر الحديث». يعرض عمله مزيجًا من التساؤل الوجودي، والحساسية الجنوبية، والإيمان الكاثوليكي العميق. جمعته صداقة استمرت مدى الحياة مع المؤلف والمؤرخ شيلبي فوت وقضى معظم حياته في كوفينغتون، لويزيانا، وهناك توفي بسبب سرطان البروستاتا في عام 1990.

## التعليم
تعلم في كلية الأطباء والجراحين بجامعة كولومبيا، وجامعة ولاية كارولينا الشمالية في تشابل هيل.

## الحياة المهنية

### بداية حياته المهنية
خلال فصل الشتاء عام 1935 في السنة الدراسية الثانية لبيرسي في تشابل هيل، شارك بأربع مقالات في مجلة كارولينا. وفقًا لباحثين مثل جاي تولسون، أثبت بيرسي معرفته واهتمامه بالخير والشر الذي يرافق الثقافة المعاصرة مع مساهماته الأولى. وصِفت تجارب بيرسي الشخصية في تشابل هيل في روايته الأولى، مرتاد الأفلام عام 1961، من خلال بطل الرواية بينكس بولينغ. خلال السنوات التي قضاها بيرسي في أخوية، سيغما ألفا إبسيلون، «أصبح معروفًا بأنه حاضر الذهن»، وهكذا وصف أعضاء الأخوية بولينغ في مرتاد الأفلام.
بدأ بيرسي في عام 1947 أو 1948 بكتابة رواية بعنوان بيت الميثاق، والتي لم تُنشر وأتلفها بيرسي في وقت لاحق. عمل على رواية ثانية، الفائز المتفاجئ، والتي لم تُنشر أبدًا.
بدأت حياة بيرسي الأدبية باعتباره «كاتب كاثوليكي» في عام 1956، بمقال عن العنصرية في المجلة الكاثوليكية الكومنويل. أدانت مقالة «الرواقية في الجنوب» الفصل العنصري الجنوبي، وطالبت بدور أكبر للفكر المسيحي في الحياة الجنوبية.

### حياته المهنية اللاحقة
بعد سنوات عديدة من الكتابة وإعادة الكتابة بالتعاون مع المحرر ستانلي كاوفمان، نشر بيرسي روايته الأولى، مرتاد الأفلام، في عام 1961. كتب بيرسي لاحقًا عن الرواية أنها قصة «شاب لديه كل مزايا عائلة جنوبية قديمة مثقفة: إحساس بالعلم والفن، والإعجاب بالفتيات، والسيارات الرياضية، والأشياء العادية التي تتسم بها الثقافة، ولكنه مع ذلك يشعر أنه منسلخ عن كلا العالمَين الجنوب القديم وأمريكا الجديدة».
شملت الأعمال اللاحقة السيد الأخير عام 1966، والحب في الأطلال عام 1971، ولانسلوت عام 1977، والمجيء الثاني عام 1980، ومتلازمة ثاناتوس عام 1987. كانت الحياة الشخصية لبيرسي وأساطير العائلة مصدر إلهام له، ولعبت دورًا جزئيًا في كتابته. تروي متلازمة ثاناتوس قصة أحد أسلاف بيرسي التي أخِذت من وقائع عائلية كتبها عم بيرسي، ويل بيرسي. جاء تصور بيرسي لحبكة المجيء الثاني بعد أن زاره عضو أخوية قديم في السبعينيات. أخبر بيرسي قصة حياته فقد كان مرهقًا ولا يعرف ما يجب القيام به بعد ذلك. بقي اتجاه حياة بيرسي الشخصية مؤثرًا على كتاباته طوال حياته المهنية الأدبية، بدءًا من روايته الأولى. نشر بيرسي أيضًا عددًا من الأعمال غير الروائية التي كشفت عن اهتماماته في علم العلامات والوجودية، وكان عمله الأكثر شعبية هو تائه في الكون.
نشر بيرسي في عام 1975 مجموعة من المقالات، الرسالة في الزجاجة: كيف يكون رجل حر الجنس، وكيف تكون لغة أحرار الجنس، وماذا يجب على المرء أن يفعل مع الآخر. حاول بيرسي تكوين علاقة بين فكرة الأخلاق اليهودية والمسيحية والعلم العقلاني والمذهب السلوكي. وفقًا للباحثين مثل آن بيرثوف وليندا ويتني هوبسون، قدم بيرسي طريقة جديدة لعرض صراعات الرجل العادي من خلال استخدامه المحدد للحكايات واللغة.
درّس بيرسي وأرشد الكتّاب الأصغر سنًا. أثناء التدريس في جامعة لويولا في نيو أورليانز، كان له دور أساسي في الحصول على رواية جون كينيدي تول بعنوان كونفدرالية البلداء التي نُشرت في عام 1980. وكان ذلك بعد مرور أكثر من عقد من الزمان على انتحار تول، بسبب يأسه من عجزه عن الحصول على الاعتراف بكتبه. وضِعت في نيو أورليانز، فازت بجائزة بوليتزر للخيال، والتي مُنحت إلى تول بعد وفاته.
في عام 1987، التقى بيرسي مع 21 مؤلفًا مشهورًا آخرًا، في تشاتانوغا، تينيسي، لإنشاء زمالة الكتاب الجنوبيين.

## جوائز وترشيحات
حصل على جوائز منها:
- جائزة محاضر جفرسون  [لغات أخرى]‏ (1988)
- جائزة سانت لويس الأدبية  [لغات أخرى]‏ (1984)
- الجائزة الوطنية للكتاب عن فئة الخيال  [لغات أخرى]‏، عن عمل: مرتاد الأفلام (1961).

ترشح لـ:
- جائزة بن/فاکنر عن فئة الأعمال الخيالية  [لغات أخرى]‏، عن عمل: The Second Coming (Percy novel) [الإنجليزية]‏ (1980)
- الجائزة الوطنية للكتاب عن فئة الخيال  [لغات أخرى]‏، عن عمل: Love in the Ruins [الإنجليزية]‏ (1971)
- الجائزة الوطنية للكتاب عن فئة الخيال  [لغات أخرى]‏، عن عمل: The Last Gentleman (novel) [الإنجليزية]‏ (1966)
- الجائزة الوطنية للكتاب عن فئة الخيال  [لغات أخرى]‏، عن عمل: مرتاد الأفلام (1961).

## روابط خارجية
- ووكر بيرسي على موقع الموسوعة البريطانية (الإنجليزية)
- ووكر بيرسي على موقع مونزينجر (الألمانية)
- ووكر بيرسي على موقع إن إن دي بي (الإنجليزية)